# Second Youth
Second Youth er en amerikansk stumfilm fra 1924 instrueret af Albert Parker.

## Medvirkende
- Alfred Lunt som Roland Farwell Francis
- Dorothy Allen som Polly
- Jobyna Howland som Mrs. Benson
- Lynn Fontanne som Rose Raynor
- Walter Catlett som John McNab
- Herbert Corthell som George Whiggam
- Margaret Dale som Mrs. Twombly
- Mona Palma som Ann Winton
- Winifred Allen som Phoebe Barney